# Huset Petrović-Njegoš

Montenegros statsvapen är inspirerad av huset Petrović-Njegoš vapensköld

Huset Petrović-Njegoš (serbiska: Петровић-Његош) var kungaätten i Montenegro fram till 1918 då landet förenades med Serbien. Ätten, som hette Petrović, kommer från byn Njeguši i södra Montenegro. Ätten styrde från 1679 med titeln vladika, en furstbiskop, och titeln gick i arv till den regerandes brorson. Från år 1852 infördes titel knjaz eller knez, vilket motsvarar furste. Från 1910 infördes monarki och titeln kung.

## Huvudmän för huset

### Regenter i Montenegro
- Danilo I Šćepčev Petrović-Njegoš (1679–1737)
- Sava II Petrović-Njegoš (1737–1781)
- Vasilije III Petrović-Njegoš (1744–1766)
- Sava III (1774–1781), broson till Vasilije III
- Arsenije Plamenac (1781–1784), brorson till Sava II
- Petar I Petrović-Njegoš (sankt Peter av Cetinje, Sveti Petar Cetinjski) (1784–1830)
- Petar II Petrović-Njegoš (1830–1851)
- Danilo II Petrović-Njegoš (1851–1852 som vladika, 1852–1860 som knjaz), antog namnet Danilo I Petrović-Njegoš 1852
- Nikola I Petrović-Njegoš (1860–1910 som knjaz, 1910–1918 som kung, 1918–1921 som kung i exil)

### I exil
- Danilo Aleksandar Petrović-Njegoš (1921), Kung i exil 7 dagar 1921
- Michael Petrović-Njegoš (1921–1986), Kung i exil 1921–1966
- Nikola Michael Francis Petrović-Njegoš (1986–), kunglig höghet tronpretendent 1966–
- Boris Petrović-Njegoš prins